# Ashley Eckstein
Ashley Eckstein (22 de setembre de 1981) nascuda Ashley Drane, és una actriu i dissenyadora de moda estatunidenca. És la fundadora de la marca de moda Her Universe. És coneguda per donar veu al paper d'Ahsoka Tano al llarg de la franquícia de Star Wars.

## Biografia
Eckstein va néixer el 22 de setembre de 1981 a Louisville, Kentucky, i es va criar a Orlando, Florida, on la seva primera feina va ser com a membre del repartiment a Disney Hollywood Studios.
Va començar com una actriu infantil sota el seu nom de naixement, Ashley Drane. Als 12 anys, va interpretar a Helen Keller, activista per les persones discapacitades, en una producció de teatre comunitari de The Miracle Worker. Després de més treballs escènics i comercials de televisió i televisió a Orlando, es va traslladar a Los Angeles, on va interpretar a Lisa Rossbach a la sèrie de drama sobre justícia militar JAG. El 2002, es va convertir en l'última d'una línia d'actrius a interpretar Jan Brady, assajant el paper a la pel·lícula de televisió The Brady Bunch in the White House. Va interpretar el paper recurrent de Muffy a la sitcom de Disney Channel That's So Raven. També va interpretar petits papers com Alicia a la pel·lícula Sydney White i com a Ms. Cole a la pel·lícula Alice Upside Down (ambdues del 2007).
El seu paper més destacat és la veu d'Ahsoka Tano a Star Wars: The Clone Wars, Star Wars Rebels, Star Wars Forces of Destiny i Star Wars: The Rise of Skywalker.
El 2010, Eckstein va iniciar Her Universe, una marca de moda de roba de ciència-ficció dirigida a noies i dones. El 2012, Disney va començar a vendre productes Her Universe a Disneyland i Disney World.
Eckstein s'ha unit a UNICEF Kid Power, juntament amb Aly Raisman i David Ortiz, com a ambaixador de la marca Kid Power Champion.
Ella i E. K. Johnston van coescriure el conte "By Whatever Sun", que va aparèixer al llibre de Star Wars del 2017 Des d'un cert punt de vista.

## Vida privada
Es va casar amb l'exjugador de beisbol de la Lliga Major i MVP de la Sèrie Mundial de 2006, David Eckstein, el 26 de novembre de 2005, a Sanford, Florida.

## Filmografia
| Any  | Títol                                        | Personatge     | Notes               | Ref    |
| ---- | -------------------------------------------- | -------------- | ------------------- | ------ |
| 2003 | Prey for Rock & Roll                         | Punk Rock Girl |                     |        |
| 2003 | Ancient Warriors                             | Dylan Paccione |                     |        |
| 2007 | Alice Upside Down                            | Miss Cole      |                     |        |
| 2007 | Sydney White                                 | Alicia         |                     |        |
| 2008 | Star Wars: The Clone Wars                    | Ahsoka Tano    | Veu                 | [ 14 ] |
| 2016 | Only Yesterday                               | Yaeko Okajima  | Doblatge a l'anglès | [ 14 ] |
| 2018 | Lego DC Super Hero Girls: Super-Villain High | Cheetah        |                     | [ 14 ] |
| 2019 | Star Wars: The Rise of Skywalker             | Ahsoka Tano    | Veu                 | [ 14 ] |

| Any           | Sèrie                                 | Personatge                   | Notes                                                                                 | Ref    |
| ------------- | ------------------------------------- | ---------------------------- | ------------------------------------------------------------------------------------- | ------ |
| 1994          | Nickelodeon Guts                      | Ella mateixa                 |                                                                                       |        |
| 2001          | JAG                                   | Lisa Rossbach                | Capítol: "Measure of Men"                                                             |        |
| 2002          | The Rerun Show                        |                              | Capítols: "Diff'rent Strokes: The Rivals/The Partridge Family: Keith and Lauriebelle" |        |
| 2002          | The Brady Bunch in the White House    | Jan Brady                    |                                                                                       |        |
| 2003–06       | That's So Raven                       | Muffy                        |                                                                                       |        |
| 2003          | That '70s Show                        | Julie                        | Capítol: "Christmas"                                                                  |        |
| 2004          | Drake & Josh                          | Susan                        | Capítol: "Believe Me, Brother"                                                        |        |
| 2004          | Strong Medicine                       | Becca                        | Capítol: "Positive Results"                                                           |        |
| 2004          | Blue Collar TV                        | Various                      |                                                                                       |        |
| 2005–06       | Hot Properties                        | Nancy                        | Capítol: "Killer Bodies"                                                              |        |
| 2006          | Phil of the Future                    | Grace                        | Capítol: "Stuck in the Meddle with You"                                               |        |
| 2008          | The Replacements                      | Bailey                       | Veu Capítol: "Glee by the Sea"                                                        | [ 14 ] |
| 2008–14, 2020 | Star Wars: The Clone Wars             | Ahsoka Tano, various         | Veu, personatge principal                                                             | [ 14 ] |
| 2012          | Sofia the First: Once Upon a Princess | Mia the Bluebird             | Veu                                                                                   | [ 14 ] |
| 2013–18       | Sofia the First                       | Mia the Bluebird             | Veu                                                                                   | [ 14 ] |
| 2013          | Robot Chicken                         | Energizer Bunny's Wife, Girl | Veu Capítol: "Caffeine-Induced Aneurysm"                                              |        |
| 2014–17       | Ultimate Spider-Man                   | Dagger, Shriek               | Veu                                                                                   | [ 14 ] |
| 2014–16; 2018 | Star Wars Rebels                      | Fulcrum/Ahsoka Tano          | Veu Recurring character                                                               | [ 14 ] |
| 2017–18       | Star Wars Forces of Destiny           | Ahsoka Tano                  | Veu                                                                                   | [ 14 ] |
| 2019          | Avengers Assemble                     | Lady Elanna                  | Veu, 3 capítols                                                                       | [ 14 ] |
| 2020          | She-Ra and the Princesses of Power    | Tallstar                     | Veu Capítol: "Stranded"                                                               |        |